# Hematócito
Os hematócitos são as células que fazem parte do sangue (do grego hematos, sangue, + citos, célula). Elas derivam de células estaminais da medula óssea.

## Vários tipos de hematócitos
- Eritrócitos: ~95% --> 30-35% (em peso) de cada célula é hemoglobina
- Leucócitos: 0,1 a 15% --> neutrófilos, eusinófilos, basófilos, linfócitos e monócitos
- Plaquetas: ~5% --> coagulação do sangue